# 사회사
사회사(社會史, 영어: social history)는 사회의 전체상을 구축하려는 역사학의 한 방법이다. 민권 운동 등 일련의 마이너리티의 회복 운동을 거쳐 1970년대 무렵부터 진행되온 일반 연구 분야이다. 현재 가장 활발한 연구가 이루어지고 있는 분야의 하나이다.

## 같이 보기
- 문화연구
- 사회학의 역사